# Kalihati
Kalihati è un sottodistretto (upazila) del Bangladesh situato nel distretto di Tangail, divisione di Dacca. Si estende su una superficie di 301,22 km² e conta una popolazione di 410.293 abitanti (dato censimento 1991).